# Jean Baby
Pour les articles homonymes, voir Baby.
Jean Baby est un historien et militant politique français, né le 4 août 1897 à Toulouse et mort le 9 janvier 1969 dans le 10e arrondissement de Paris.

## Biographie

### Jeunesse et études
Né dans une famille aisée, Jean Baby suit des études d'histoire et est reçu à l'agrégation d'histoire en 1923.

### Parcours professionnel
Il enseigne dans les années 1920 en lycée à Prague, Lorient et Toulouse. Il milite au Parti communiste français (PCF), auquel il adhère en 1925, ainsi qu'à la Fédération unitaire de l'enseignement et à la CGTU.
Il est candidat contre Vincent Auriol, dans la circonscription de Muret, lors des élections législatives de 1928. Il dirige la liste communiste aux élections municipales de 1929 à Toulouse.
Exclu du PCF en novembre 1929, il est réintégré en octobre 1931.
Après la Seconde Guerre mondiale, il est professeur au lycée Jacques-Decour, à Paris. Considéré comme l'un des économistes du PCF, il devient en 1954 rédacteur en chef de la revue Économie et Politique que dirige Jean Pronteau. Il enseigne également à l'Institut d'études politiques de Paris.
Ses critiques à l'égard de la politique du Parti communiste entraînent son exclusion définitive en avril 1960. Il se tourne alors vers le maoïsme. En 1960, il compte parmi les premiers signataires du Manifeste des 121 sur le droit à l'insoumission dans la guerre d'Algérie.
Son fils Jacques, chef du maquis FTP du Serre, près de Lasalle (Gard), est fusillé le 4 juillet 1944 dans la carrière de Castillane, près de Marseille ; il avait 23 ans. Son nom a été donné à une rue de Nîmes.
Sa fille, Yvonne Baby, évoque l'itinéraire de son père dans le roman Le Jour et la nuit.

## Publications
- Le rôle social de l’Église, Paris, Bureau d’éditions, 1931.
- La Jeunesse devant le fascisme, suivi de Manifeste aux travailleurs, avec Paul Rivet, Alain et Paul Langevin, Paris, P. Gérôme, 1934.
- Cours de marxisme : première année, 1935-1936 : les classes, l'égalité, la liberté, l'État, l'individu, socialisme et communisme, avec René Maublanc et Georges Politzer, Paris, Bureau d'éditions, 1936.
- À la lumière du marxisme : essais : sciences physico-mathématiques, sciences naturelles, sciences humaines, avec Marcel Cohen et Georges Friedmann, introduction par Henri Wallon, Paris, Éditions sociales internationales, 1936.
- Les classes sociales, Hanoï, Éditions CGP, 1945[11].
- L'égalité, Hanoi͏̈, Éditions CGP, 1945.
- Les richesses naturelles en URSS, Paris, Éditions France-URSS, 1945.
- Histoire générale contemporaine 1er fascicule, De 1848 à 1871, complément : 1848-1939 : classes de philosophie et de mathématiques : ouvrage conforme au programme de 1945, avec Jean Bruhat et Jeanne Gaillard, Paris, Bibliothèque française, 1946.
- Le Marxisme, Paris, Les Cours de Droit, 1947.
- Principes fondamentaux d'économie politique, Paris, Éditions sociales, 1949.
- La vérité sur le procès Rajk, avec Jacques Duclos, Julien Benda et Pierre Courtade, Paris, Démocratie nouvelle, 1949.
- L'antisoviétisme contre la France, Paris, Editions France-URSS, 1950.
- Crédit, banque et bourse, avec Jacqueline Brasseul et Jean Varloot, Paris, Union française universitaire, 1950.
- Les trusts milliardaires en France, présentation de Jean Baby, Paris, SOPEC, 1952.
- Le marxisme, Paris, Amicale des élèves de l'Institut d'études politiques de l'Université de Paris, 1959.
- Conférences sur Le Capital de Karl Marx 1, Les introductions. La marchandise. La valeur, Paris, Bureau d'Editions, 1959.
- La Chine, avec Ernest Kahane, Paris, Les Cahiers rationalistes, 1959.
- La crise de la jeunesse, Paris, 1960.
- Critique de base. Le Parti communiste français entre le passé et l’avenir, Paris, François Maspero, 1960.
- La grande controverse sino-soviétique, 1956-1966, Paris, Grasset, 1966.
- Les lois fondamentales de l'économie capitaliste. Paris, Éditions Gît-le-Cœur, 1969.
- Un monde meilleur : recherche marxiste, préface de Pierre Jalée, Paris, François Maspéro, 1973.